# Željezno žutilo
Željezno žutilo ili željezno oksidno žuta je žuti pigment, kemijski hidroksid željezovog oksida (α FeO(OH)) kao getit, a to se može napisati i kao Fe2O3 · H2O s istim omjerom kemijskih elemenata.

## Prirodni oksidi željeza
Prirodni oksidi željeza rasprostranjeni su u željeznim rudama širom svijeta, ali je relativno malo ruda dovoljno čisto da bi se isplatilo njihovo iskorištavanje u proizvodnji pigmenata. Oksidni prirodni pigmenti željeza obično se nazivaju prema nalazištima rude. Poznati su španjolski crveni, perzijski crveni, sijena žuti pigmenti i tako dalje. S obzirom na kemijski sastav prirodni oksidni pigmenti željeza sadrže, uz mnoge primjese, određene kemijske spojeve željeza: željezo(III) oksid (α Fe2O3) u crvenim pigmentima, odnosno hidratizirani željezo(III) oksid, getit (α FeOOH) u žutim pigmentima. Prvi se spoj susreće u željeznoj rudi hematitu, a drugi u rudi limonitu. Da bi se iz ruda proizveo pigment, podvrgavaju se one postupcima koji ovise o sastavu rude i o primjesama koje treba ukloniti. Ruda se usitnjuje, primjese se po mogućnosti što bolje odstrane, zatim se proizvod suši, ponekad kalcinira, i melje. Sušenje i kalciniranje osjetljivi su postupci jer se gubitkom vode, što se tom prilikom događa, može promijeniti nijansa pigmenta. Zbog toga su trajanje i temperatura sušenja i žarenja veoma važni i treba ih pažljivo kontrolirati. 
Poznati prirodni oksidni pigmenti željeza jesu željezno crvenilo, oker i umbra.

## Sintetski oksidi željeza
Sintetski oksidi željeza jesu željezovi oksidi različita sastava i boje, koji su u usporedbi s prirodnim pigmentima željeza podjednako inertni i kemijski otporni, postojani prema djelovanju svjetla i povišenih temperatura, ali su čišćeg tona, veće izdašnosti boje i izvenredne pokrivne moći. Na ta poboljšana svojstva utječe, osim ostalog, i ujednačena veličina, oblik i raspodjela čestica. S obzirom na kemijski sastav, i ti pigmenti sadrže jednostavne i hidratizirane okside željeza (α Fe2O3, α FeOOH, γ FeOOH, Fe3O4), ali se sintezom mogu pripraviti u čistom obliku i u čistom tonu boje kao crveni, žuti, narančasti i crni pigment. Međutim, smeđi sintetski željezni pigmenti rijetko su homogeni, već su to obično smjese crvenog, žutog i crnog pigmenta. 
Za sintezu pojedinih oksidnih pigmenata željeza postoji više mogućnosti. Tako se, na primjer, sintetsko željezno crvenilo može proizvesti jednim od sljedećih postupaka: pregradnjom željeznih spojeva u čvrstom stanju (žarenjem), redukcijom aromatskih nitro spojeva pomoću metalnog željeza, hidrolizom ranije oksidiranih otopina željeza(II) u prisutnosti metalnog željeza, toplinskom razgradnjom željeznih spojeva i taloženjem iz otopina željeza(II) uz istodobnu oksidaciju zrakom. Vrlo je važno da se te reakcije provode uz strogo kontrolirane uvjete kako bi se dobio željeni proizvod najboljih svojstava. Varijacijom reakcijskih uvjeta neka se reakcija može usmjeriti u više smjerova i mogu se dobiti različiti proizvodi. Taloženjem iz otopina željeza(II) može se, na primjer, uz različite okolnosti proizvesti crveni, žuti ili crni pigment. 
Upotreba sintetskih oksidnih pigmenata željeza slična je upotrebi takvih pigmenata dobivenih iz prirodnih izvora, ali se sintetski pigmenti zbog svojih prednosti u mnogim svojstvima više cijene i upotrebljavaju za kvalitetnije proizvode. Oko 2/3 proizvedenih količina troši se za bojenje građevinskog materijala (beton, kamen za popločenje, bitumen, fasadna žbuka), nešto manje od 1/3 upotrebljava se za pigmentiranje lakova, uljenih i disperzijskih boja (naliča), a ostatak se primjenjuje za bojenje u proizvodnji papira, sintetskih materijala, emajla i tako dalje. Zbog svoje neotrovnosti upotrebljavaju se i za bojenje ambalažnog materijala za hranu, na primjer smeđeg papira za bombonijere. Osim kao obojeni pigmenti, upotrebljavaju se vrlo čisti željezni oksidi Fe3O4 i γ Fe2O3, kao prenosioci informacija na magnetskim vrpcama.